# 阿部絢子
阿部 絢子（あべ あやこ、1945年 - ）は、日本の生活研究家、消費生活アドバイザー、薬剤師。

## 人物・来歴
新潟生まれ。共立薬科大学卒業。洗剤メーカー勤務、百貨店の消費生活アドバイザーを経て、現在に至る。料理をはじめ家事など生活全般にわたる豊富な知識と合理的なアドバイスで、出版・講演など幅広く活躍中。70代になった今も快適な暮らしのノウハウを探求すべく、海外にホームステイに出かけている。
紙類雑読が習慣で、新聞、雑誌、本、パンフレット、カタログなど印刷された紙類を普段使いのリュックの中に入れ、隙間時間に取り出して読む。

## 著書
- 『30分でできるクイック掃除』三水社 1987
- 『たべもの薬箱 キッチンに1冊』文化出版局 1993　講談社+α文庫 2003
- 『たべもの回復薬 キッチンに1冊』文化出版局 1995
- 『たべあわせ薬効菜 キッチンに1冊』文化出版局 1996
- 『たべもの食べ方事典 気になる農薬と添加物の対処法』文化出版局 1997
- 『香りある薬効酒100 花・ハーブ・果実・漢方で作る』文化出版局 1998
- 『主婦のお仕事「基本・お気楽・節約」マニュアル』塚本知子画. 講談社 1999
- 『リサイクル社会とシンプルライフ』 (新コロナシリーズ) コロナ社 2000
- 『モノを整理してスッキリ暮らす 捨てられないひとのための生活術』大和書房 2001
- 『掃除の達人になる! 手早く、スッキリ、きれいに暮らす』大和書房 2001
- 『家事名人の生活整理術』塚本知子画 講談社 2001　講談社+α文庫 2006
- 『メリハリつけてシンプル生活』同朋舎 2001
- 『薬効の食材まるごとクッキング』幸内あけみ画. 講談社 2002
- 『洗濯の名人になる! ラクにきれいに仕上がり満足』大和書房 2002
- 『頭のいい整理・整頓術、教えます 阿部流片づけ上手になれる7つの手順 モノを活かしきる暮らし方を目指して』リヨン社 2003　『アイディアいっぱい!整理・整頓術』ちくま文庫 2006
- 『これで安心!食べ方事典 保存法から添加物対策まで』ちくま文庫) 2004
- 『手抜き家事のコツ これだけやれば充分』岩波アクティブ新書 2004
- 『「やさしくて小さな暮らし」を自分でつくる ヨーロッパ流エコライフ』家の光協会 2004
- 『家事革命 手間をかけずにキレイに暮らす』塚本知子画 講談社 2005
- 『快適に暮らす小掃除術 生活ミニ手帖』集英社be文庫 2005
- 『からだの力を取り戻すおうち薬膳 かんたん薬効レシピ120』青春出版社 2005
- 『これならできる家事整理術』講談社 2006
- 『楽してキレイ主婦業以前の家事の常識』講談社+α文庫 2007
- 『始末な暮らし』幻冬舎 2007
- 『すぐにできるエコ家事』集英社be文庫 2008
- 『老いのシンプルひとり暮らし 前向きに、心豊かに生きる生活術』大和書房 2008　のち文庫
- 『家事の手帳 手軽にecoする』グラフ社 2009
- 『気持ちよく暮らす「生活のしきたり」』集英社be文庫 2009
- 『食の不安解消!「毒消し」生活術 (成美文庫 成美堂出版 2010
- 『快適シンプルライフ 60歳からのスローライフ』旬報社 2010
- 『始末のいい暮らし方 ムダの少ない、気持ちのいい毎日のために』だいわ文庫 大和書房 2011
- 『老いのシンプル節約生活 ひとり暮らしの上手なお金の使い方』大和書房 2011　のち文庫
- 『常識いらずのお料理入門 きほんのき』講談社のお料理book 2011
- 『かしこく暮らす100の知恵』文化学園文化出版局 2012
- 『覚悟の片付け リバウンドなし!』NHK出版新書 2012
- 『新品みたいに長持ち!お手入れの教科書』 (PHPビジュアル実用BOOKS)PHP研究所 2013
- 『モノ・人・お金自分整理のすすめ』中経出版 2013
- 『阿部絢子のひとりでもハッピーに生きる技術 「私の老後はだいじょうぶ?」と不安に思うあなたへ』主婦の友社 2013
- 『60歳からの「シンプルな家事」私の方法』 (知的生きかた文庫 [わたしの時間シリーズ])三笠書房 2014
- 『老いの片づけ力 わが家をゴミ屋敷にしないために』大和書房 2015
- 『60代の生き方・働き方 第二の人生を楽しむ心得帖』大和書房 2015
- 『65歳で月収4万円。年金をもらいながらちょこっと稼ぐコツ』KADOKAWA 2016
- 『おひとりさまの老後を楽しむ処方箋 年金5万円でもしあわせ生活!』主婦の友社 2017
- 『住まいの老い支度 案ずるより、片づけよう』講談社 2017
- 『ひとり暮らしのシンプル家事』海竜社 2018
- 『ひとりサイズで、気ままに暮らす』大和書房, 2018

### 共著・監修
- 『すぐに役だつ暮らしの豆知識750』沢賀津子共著 家の光協会 1990
- 『暮らし上手の安心家事』沢賀津子,辰巳菊子共著  (銀河ブックス) 大和書房 1991
- 『健康にやくだつ食べもの事典』 (まんがで学習)北山竜画. あかね書房 1994
- 『「捨てる!」コツのコツ モノを減らして豊かに暮らす338の掟』 (ワニの役立ち文庫) 監修 ベストセラーズ 2000
- 『「からだに効く食べ方」バイブル』監修, 主婦と生活社 2001
- 『ひとり暮らし名人のしあわせ術』吉沢久子共著. 講談社 2002
- 『こんなに得する!折込チラシ大研究』監修 リヨン社 2002
- 『ソコが知りたい!家事のコツ』 (レタスクラブムック. 新・生活便利シリーズ)監修 角川SSコミュニケーションズ 2006
- 『安全な食品の選び方がわかる本 食品表示のここをチェック!』監修 PHP研究所 2007
- 『家事検定公式ガイド・模擬問題集 (別冊すてきな奥さん)』家事検定実行委員会編,芝谷浩,西原憲一, 服部幸應,坂東眞理子共監修 主婦と生活社 2008
- 『ばぁばに教わる役立つ家事の知恵311』森南海子,佐橋慶女, 吉沢久子共監修 日本ヴォーグ社 2008
- 『安心&節約クッキングbook 家族と家計を守る (別冊すてきな奥さん)監修 主婦と生活社 2008
- 『男子家事 料理・洗濯・掃除の新メソッド Men's life management』監修 マガジンハウス 2009
- 『子供の体を守る100の安心レシピ』監修 成美堂出版 2009
- 『今日からはじめる男の家事 (R60の教科書) 監修. 講談社 2010
- 『男子家事 料理・洗濯・掃除は、男の道楽!』監修 マガジンハウス 2013
- 『ふたりではじめる結婚生活 幸せが続く暮らしとお金のお話』岩下宣子, 横山光昭共監修 日本文芸社 2014
- 『3分家事 最小限の手間で快適に暮らす掃除・洗濯・片づけのコツ』監修. マガジンハウス, 2014
- 『きみもなれる!家事の達人』全4巻 監修, こどもくらぶ編. 少年写真新聞社 2015-16
- 『上手な実家の片づけ 整理整頓だけで終わらない どうする!?あなたの実家』監修 (三才ムック) 三才ブックス 2015
- 『マンガでよく分かる親の家の片づけ』監修, 鳥居志帆マンガ. マガジンハウス 2015

### 翻訳
- ジェフ・キャンベル, ザ・クリーン・チーム『魔法のホーム・クリーニング プロが教える148の簡単で最良の掃除方法』監訳 PHP研究所 2003